# Yalí

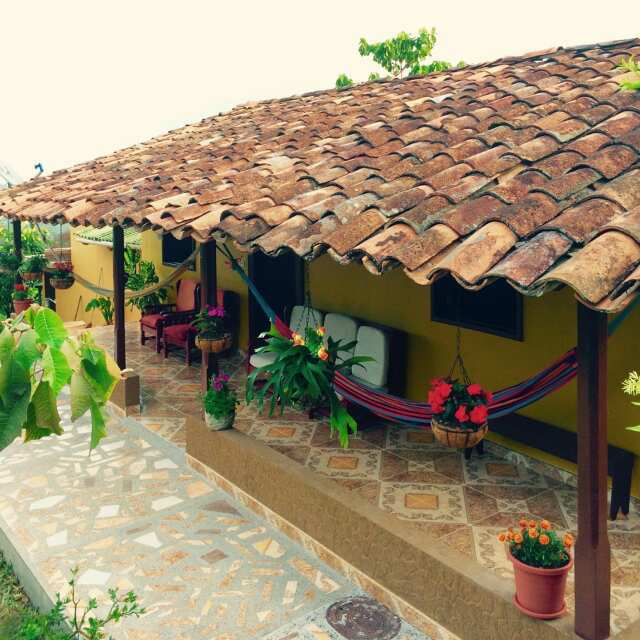
Casa de Campo en el municipio de Yalí.

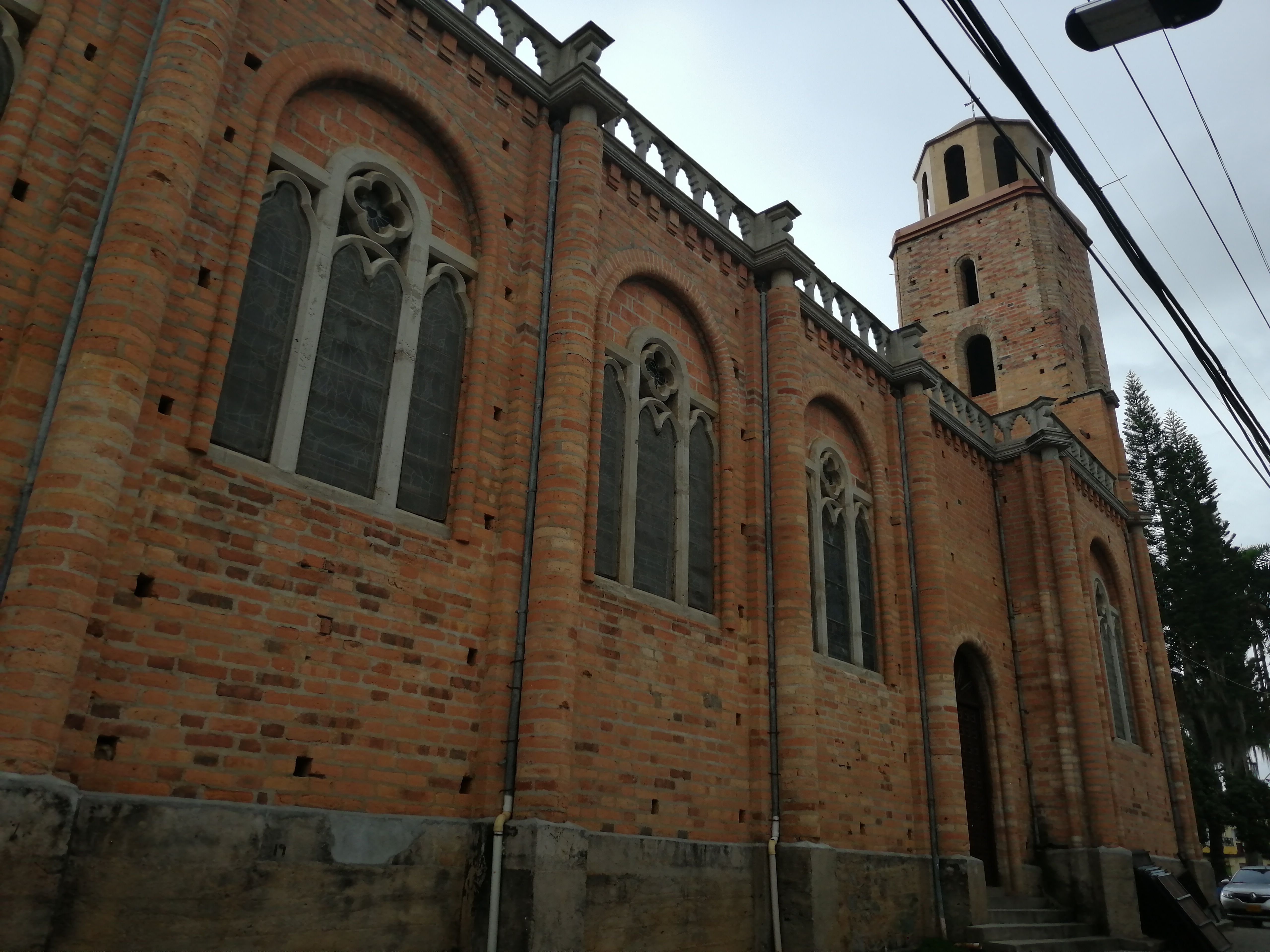
Iglesia del municipio de Yali

Yalí es un municipio de Colombia ubicado en la subregión Nordeste del departamento de Antioquia. Limita por el norte con los municipios circundantes de Vegachí y Amalfi, por el este con el municipio de Remedios y por el sur y el oeste limita con el municipio de Yolombó. 
Dista 130 km de la ciudad de Medellín y posee una extensión de 477 km² .

## Toponimia
Su nombre actual se le debe a su fundador Lorenzo Yalí, quien estableció un asentamiento en el camino que iba desde el municipio de Yolombó hasta el municipio de Remedios, alrededor de este asentamiento se formó el caserío que dio lugar a lo que hoy llamamos "Yalí".

## Historia
El surgimiento del municipio se da a mediados de 1880 cuando un trabajador de una mina de la región denominada Doñana, y de nombre Lorenzo Yalí, construyó un rancho en el camino entre las poblaciones de Yolombó y Remedios. 
A partir de la construcción de este primer rancho, otros mineros comenzaron a levantar sus casas en lo que pronto se convertiría en la primera calle del pueblo de Yalí. 
En 1894 se creó la Parroquia Nuestra señora de los dolores de Yalí, y en 1956 este distrito fue erigido a la categoría de Municipio. Igualmente, durante este año se terminaron de construir el matadero y la plaza de ferias municipales. 

## Geografía
Yalí tiene una posición privilegiada. Está localizado en la cresta de una de las estribaciones de la Cordillera Central de los Andes colombianos, y así, sus lugareños consideran que el municipio sirve de garita natural para vigilar un vasto sector de la parte baja del nordeste del departamento de Antioquia. 
Está a 1.200 m s. n. m.; en Yalí el clima es particularmente fresco porque recibe el viento desde los costados, esto debido a la particular posición del municipio.

## División Político-Administrativa
Además de su Cabecera municipal. Yalí tiene bajo su jurisdicción las siguientes veredas (de acuerdo a la Gerencia departamental):
Briceño, Casamora, El Cinismo, El Jardín, El Zancudo, Hatillo, Honda, Terminal La Alondra, La Argentina, Brillantina, La Cabaña, La Clarita, La Mariana, La Máscara, La Playa, Las Agüitas, Las Dantas, Las Margaritas, La Mascota, Montañita, Montebello, Puerto Estafa, San Jorge, San Mauricio, San Pedrito, San Rafael, Santa Lucia, Villanita.

## Generalidades
Está comunicado por carretera con las ciudades de Medellín, Maceo, Yolombó, Amalfi y Vegachí, siendo este último el más cercano a 17 km de distancia. 
- Fundación del distrito: El 22 de febrero de 1888
- Erigido municipio: 1959

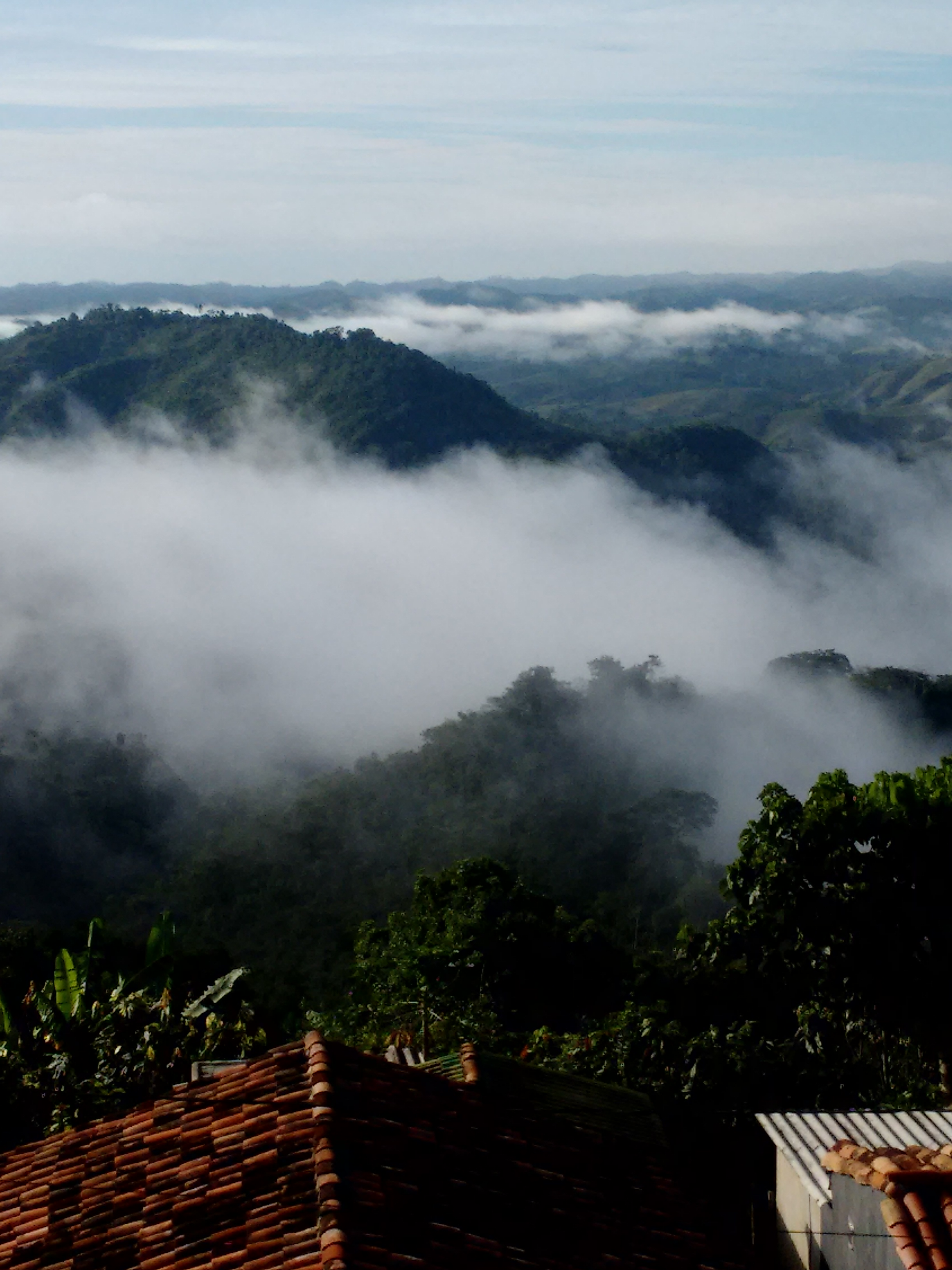
Al encontrarse la cabecera municipal en una de las crestas de la cordillera de los Andes, se puede disfrutar de un hermoso amanecer donde se evidencia densas neblinas visalizadas desde lo alto de las colinas

- Al encontrarse la cabecera municipal en una de las crestas de la cordillera de los Andes, se puede disfrutar de un hermoso amanecer donde se evidencia densas neblinas visalizadas desde lo alto de las colinasApelativos: Ciudad de las Colinas, Ciudad Jovial del Nordeste

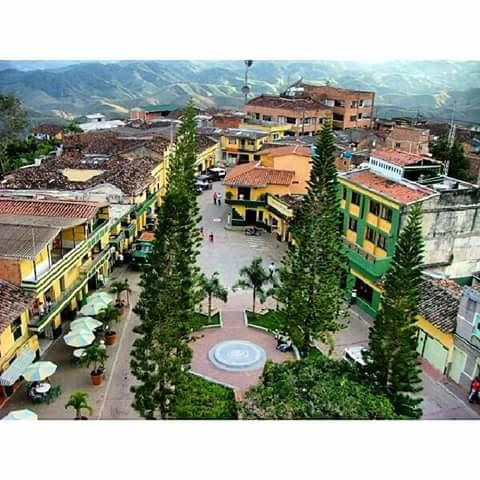
Parque principal del municipio de Yalí, fotografía tomada desde la torre de la iglesia

- Extensión: 477 km²
- Distancia de Medellín, 134 km

## Símbolos

### Himno

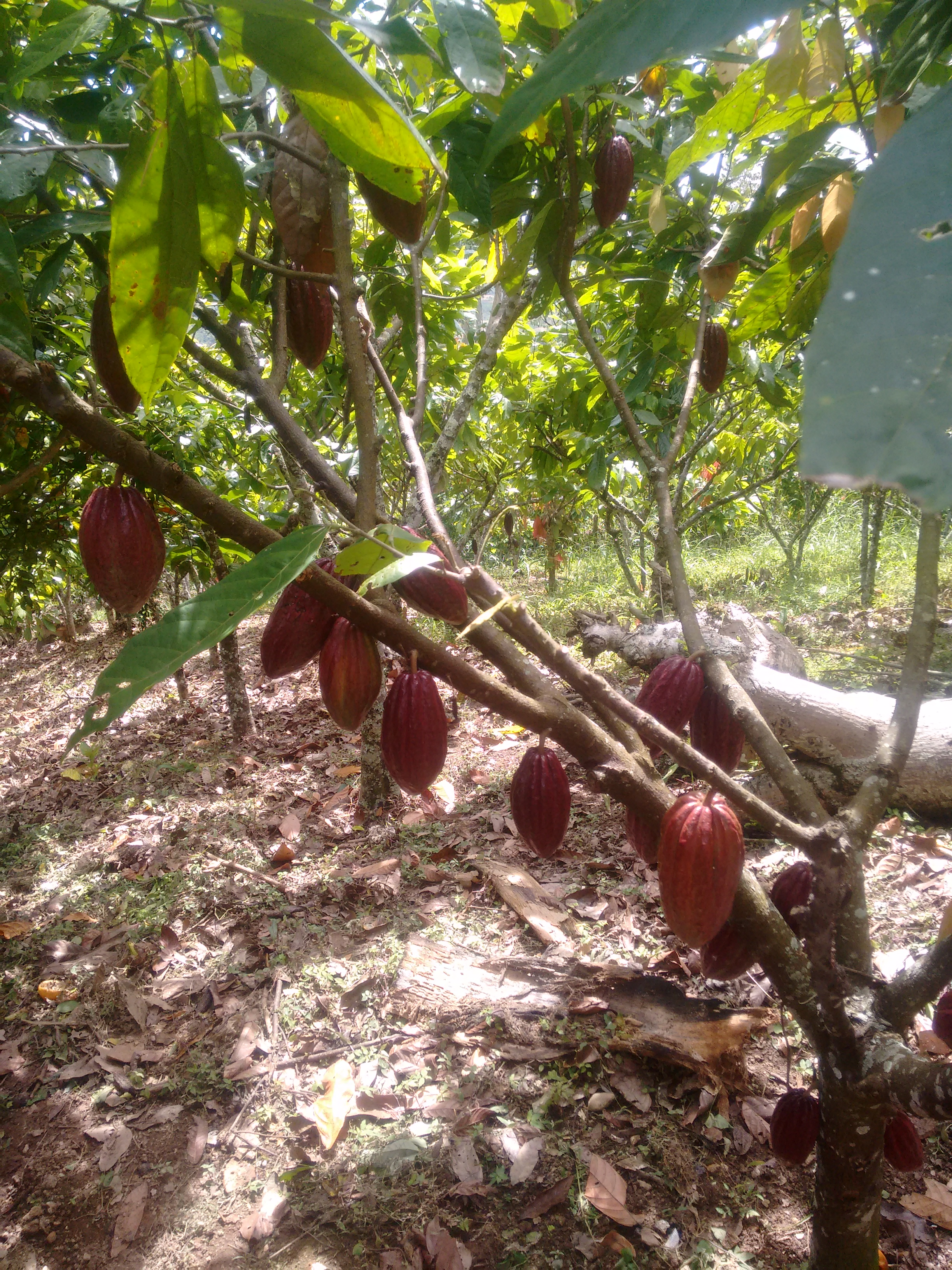
Árbol de cacao, gracias a su excelente cliente, el municipio de Yalí es propicio para el cultivo de cacao, piña, caña, entre otros.

| Letra: Maestro Alberto Ibarbo Música:Juan Manuel Monsalve Cuna de hombres proceros Tierra de oro y de miel Religión de mis abuelos Sembradores de mi fe Terruño de mis mayores Escuela de mi honradez Refugio de mis amores Oración de mi niñez |  | I Cuando la tarde matiza De arreboles tus montañas Los ángeles de la brisa Se refugian en tus cañas Por tus colinas y prados Mi dulce infancia paso Y a ser valiente y honrado Tu tradición me enseñó II Son historias tus montañas Del coraje del minero Que buscaba en tus entrañas Las raíces de un lucero A tus hembras la natura de atributos las llenó Tus mujeres son ternura Tus mujeres son amor |  | III Son historia tus montañas Del coraje del minero Que buscaba en tus entrañas Las raíces de un lucero Tus labriegos patria mía Son tan buenos como el pan A Dios ruego noche y día Que en tus campos haya paz. |  |  |

## Demografía
Población Total: 7 608 hab. (2018)
- Población Urbana: 3 587
- Población Rural: 4 021

Alfabetismo: 74.2% (2005)
- Zona urbana: 35.0%
- Zona rural: 64.4%

### Etnografía
Según las cifras presentadas por el DANE del censo 2005, la composición etnográfica del municipio es: 
- Mestizos & blancos (99,3%)
- Afrocolombianos (0,7%)

## Economía
La economía yaliceña está fundamentada en el cultivo de la caña de azúcar, del café y de la piña, así como en la minería del oro, y también en la explotación del ganado lechero y ceba. es decir; de diferentes clases de carnes.

## Fiestas
- Fiesta de la tetona y el retorno, generalmente celebradas en el primer fin de semana festivo de agosto.

## Sitios de interés
- Iglesia Nuestra Señora de los Dolores
- Palacio Municipal.
- Cerro el Tetoná.
- La silla del diablo(Piedra)
- Parque cementerio del municipio.
- La isla (Rio San Bartolo)

## Destinos ecológicos
- Ríos San Bartolomé, Guarquiná y La Cruz, la Isla, La cascada de la clarita, El Río San Jorge, La Luz, rio volcán en la vereda la cabaña.

El suroeste del municipio cuenta con una gran cantidad de colinas que al ser vistas desde lejos parecieran ser hechas de manera artificial haciendo que el paisaje se engalane, asimismo es muy común encontrar en su territorio grandes cultivos de caña panelera y pequeños trapiches donde se procesa la panela.